# Orquestra Sinfônica Kitchener-Waterloo
A Orquestra Sinfónica (português europeu) ou Sinfônica (português brasileiro)} Kitchener-Waterloo é uma orquestra baseada em duas cidades do Canadá: Kitchener e Waterloo. Sua residência é o Centro no The Square, em Kitchener. O diretor musical e maestro é Edwin Outwater, desde 2007. A Orquestra é formada por 52 músicos profissionais, que apresentam-se 90 vezes numa temporada de 38 semanas, para mais de 90 mil pessoas. A orquestra é frequentemente ouvida em todo o Canadá pela CBC Rádio. 
Raffi Armenian foi o primeiro diretor musical, de 1971 a 1993, sendo sucedido por Chosei Komatsu (1993-1999), Martin Fischer-Dieskau (2001-2003) e o atual Edwin Outwater (2007). O atual maestro Pop da orquestra é Brian Jackson.
A Orquestra abriga o Conjunto de Câmara Canadense, que consiste dos principais músicos da orquestra, incluindo flauta, oboé, clarinete, fagote, duas trompas, dois trompetes, trombone, tuba, percussão, dois violinos, viola, violoncelo e baixo. O conjunto já fez turnê pelo Canadá, como também pelos Estados Unidos, Europa e América do Sul. O conjunto foi fundado pelo maestro Raffi Armenian e foi o primeiro conjunto de câmara a apresentar-se na Europa Oriental desde a queda do Muro de Berlim.